# Skeppare i blåsväder
Skeppare i blåsväder är en svensk film från 1951 i regi av Gunnar Olsson. I huvudrollen som Alex ses Adolf Jahr.
Manus skrevs av Olle Länsberg och Rune Lindström. Fotografer var Martin Bodin och Gunnar Fischer, klippare Oscar Rosander och kompositörer Bengt Wallerström och Eskil Eckert-Lundin. Filmen hade premiär den 28 augusti 1951 på biografen Skandia i Stockholm. Den är 79 minuter lång och barntillåten.
Filmen spelades in mellan 22 augusti och 19 oktober 1950 i Filmstaden Råsunda, Mollösund, Göteborg samt ombord på båtarna Drott och Johanna.

## Handling
Filmen handlar om den åldrade fiskaren Alex som vägrar inse att hans båt behöver bytas ut.

## Rollista
- Adolf Jahr – Alexander Alexandersson
- Elof Ahrle – Trekvarts-Olle
- Bengt Eklund – Åke Kristiansson
- Sigbrit Molin – Britta Alexandersson
- Gunnar Olsson – Birger Birgersson
- Sven-Eric Gamble – Verner Kristiansson, Åkes bror
- Dagmar Olsson – Astrid Birgersson
- Arthur Fischer – Sigurd
- Magnus Kesster – Kristiansson, far till Åke och Verner
- Åke Grönberg – sångare på midsommarfest
- Julia Cæsar – Julia
- Oscar Ljung – Valter
- Stig Johanson – Gustaf
- Kaj Hjelm	– Sven
- Frithiof Bjärne – Tarzan
- Mats Björne – Harry

Ej krediterade
- Eva Baude	– Svens flickvän
- Siegfried Fischer	– Albin
- Marianne Hylén – Greta
- Jenny Karlsson – Jenny
- Harry Ahlin – hamnbas
- Sven-Axel "Akke" Carlsson	– Bengt
- Sture Ericson – varvsbokhållare
- Gustaf Hiort af Ornäs – båtköpare
- Frithiof Hedvall – restaurangvaktmästare
- Bengt Karlsson – "standin" för Oscar Ljung under vattenscenerna
- Berry Renholm	– "standin" för Bengt Eklund under vattenscenerna

Bortklippt
- Albin Erlandzon – banktjänsteman